# Santa Maria de la Baells
Santa Maria de la Baells és una església que es trobava enmig del poble de la Baells, actualment inundat per les aigües de l'embassament de la Baells. Es va construir al peu del Llobregat i del camí ral de Cerdanya.

## Descripció
Tot i que l'església es troba desmuntada, encara hi ha prou elements per a descriure-la tal com era. Malauradament, algun dels elements, per exemple l'absis, ja havia desaparegut abans d'ésser desmembrada. Es tractava d'un edifici romànic del segle xi força senzill, amb una nau rectangular, coberta amb volta de canó i rematada per un absis semicircular, el qual l'any 1975 fou descobert arran d'una petita excavació. Possiblement degut a l'accidentat relleu del terreny on fou construïda, tenia una orientació singular; l'absis donava al sud-est, gairebé a migjorn.
La façana era situada al nord-oest. El mur antigament no atenyia l'alçada assolida en el moment d'ésser desmuntada la qual cosa feia que el campanar d'espadanya fos molt més alt i les dues finestres eren força més llargues. La porta d'entrada era situada al centre de la façana. Es cobria amb un arc de mig punt fet amb dovelles que arrencaven d'una imposta a manera de mènsula. La porta tenia una llinda monolítica decorada amb un fris de flors i figures, dibuixos geomètrics, un Agnus Dei i al centre, dins d'un cercle, una ma en acció de beneir. Flanquejant el portal hi ha tres arcuacions cegues adovellades que naixien damunt una petita mènsula esculpida. Les arcuacions feien de remat a un pany de mur força més rebaixat en relació amb els altres. Damunt del portal hi ha una petita finestra feta amb tres arcs en degradació rematats per una arquivolta i una petita imposta. El petit campanar d'espadanya fou ampliat posteriorment amb un altre de planta quadrada. La façana tenia, originàriament i sota el ràfec de la teulada, de dos vessants, dues estretes fileres de dents de serra.

## Història
L'església de Santa Maria de la Baells, dins el comtat de Berga, fou en els seus orígens una església parroquial dependent del bisbat d'Urgell. Malauradament els seus orígens i història són poc coneguts i sobre l'església i el lloc hi ha molt poca documentació. Apareix esmentada per primera vegada en l'acta de consagració de Santa Maria de la Seu d'Urgell, document de final del segle x o començament de l'XI («Lapides bellos»). L'any 1001, el vescomte Bernat i la seva muller Guisla varen permutar amb el bisbe Sal·la d'Urgell i els canonges de Santa Maria de la Seu, un alou al comtat del Berguedà situat al lloc de Vilada i Espona per l'alou de «Turrizella»; un dels límits d'aquest alou és ...«parte in sancta Maria de Labidella». Aquesta referència documental confirma la hipòtesi que l'església ja existia el segle xi però la data de 1001 és molt reculada per a considerar l'obra de l'església ja acabada.
Fou parròquia durant l'edat mitjana; l'any 1312 en la visita al deganat del Berguedà li fou confirmat aquest caràcter. L'any 1363 la reina Elionor, amb el consentiment del seu marit, va vendre a Pere Fresc de Berga els castells de Merola i de Blancafort, i també les esglésies de Santa Maria de Vilosiu, Sant Andreu de Cercs i Santa Maria de la Baells. El segle xviii l'església havia perdut les seves funcions parroquials i era únicament sufragània de l'església de Sant Jordi de Cercs.
El lloc on fou edificada, està permanentment inundat a causa de l'embassament de la Baells. Per tal de no perdre-ho tot, es desmuntà la façana, element considerat com a més valuós del conjunt (1974). També es redactà un projecte de reconstrucció de l'edifici; aquest, però, encara no s'ha dut a terme (1972).